# Hella Lenz
Hella Lenz, geborene Hella Seibel (* 4. April 1935 in Würzburg, Deutschland), ist eine deutsche Malerin.

## Leben

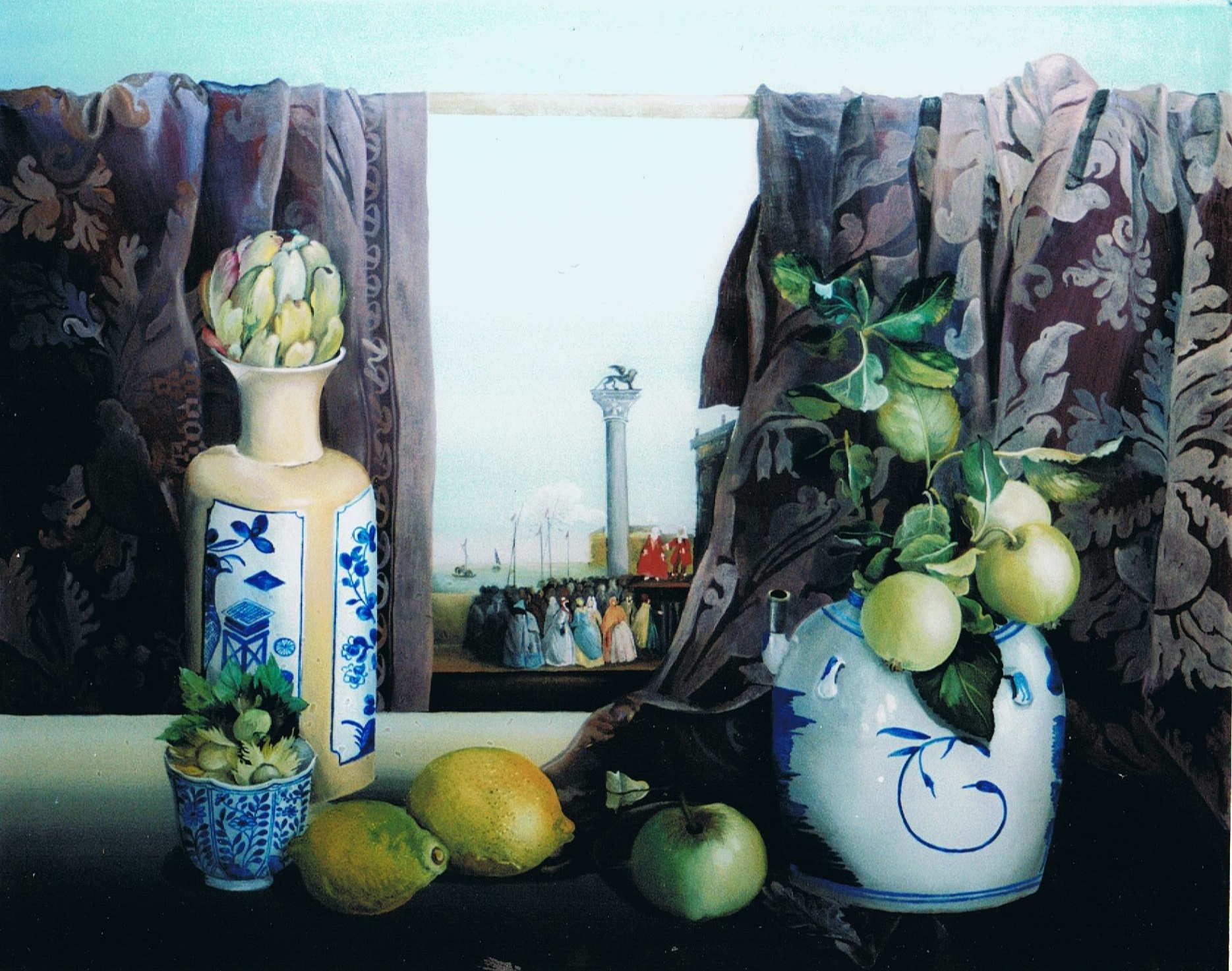
Hella Lenz „Stillleben mit Zitronen“, 2004, 48 × 39 cm, Hinterglasmalerei, Foto: Lenz privat

Hella Lenz verbrachte in Würzburg ihre Jugendjahre. Von 1952 bis 1955 besuchte sie die Kunst- und Handwerkerschule in Würzburg. 1963 heiratete sie den Würzburger Kunstmaler Wolfgang Lenz, 1965 wurde Tochter Barbara Lenz geboren, die auch künstlerisch tätig ist.
Von Anfang an bildete die Hinterglasmalerei den Schwerpunkt ihrer Werke. Hella Lenz lebt und arbeitet als freischaffende Künstlerin in Würzburg.

## Werk
Hella Lenz hat sich seit Beginn ihrer künstlerischen Tätigkeit der Hinterglasmalerei verschrieben. Ihr Metier sind Stillleben, die die Schönheit der Natur, aber häufig ebenso einfache Gegenstände aus dem Alltag thematisieren.
In ihren Bildern werden die Dinge in eine neue, ungewohnte Relation gestellt, wird das Reale in einen der Fantasie entsprungenen, manchmal rätselhaften Zusammenhang gebracht. „Wer Stillleben malt“ sagt Hella Lenz „ist nicht von äußeren Dingen abgelenkt, sondern fühlt sich ehrlich, fast intim mit den Gegenständen verbunden.“
Neben den Stillleben sind auch zahlreiche Porträtmalerei und Aquarelle entstanden. In den letzten Jahren malte sie Hinterglasbilder zum Thema „Zirkus, Clowns, Artisten“.

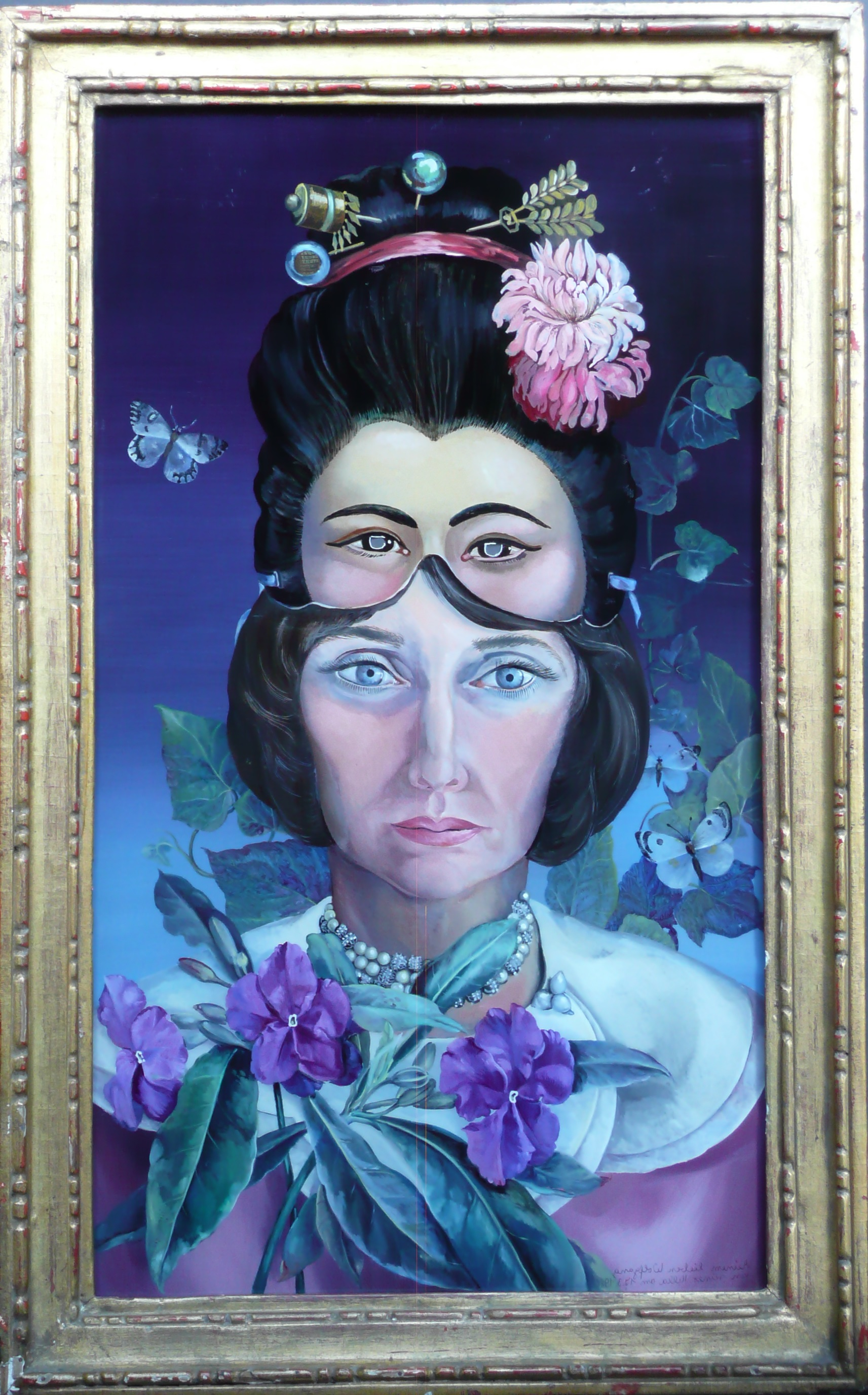
Hella Lenz „Selbstbildnis mit Maske“, 1991, 30 × 61 cm, Hinterglasmalerei, Foto: Lenz privat

## Ausstellungen
- 1988: Städtische Galerie Würzburg, Einzelausstellung
- 1997: Otto-Richter-Halle Würzburg, Einzelausstellung
- 2001: Historische Rathaushalle Kitzingen, „Lenz, Lenz, Lenz“, Dreierausstellung der Künstlerfamilie Lenz
- 2005: Martin von Wagner Museum der Universität Würzburg, Einzelausstellung
- 2011: Siebold-Museum Würzburg, „Lenz hoch drei“, Dreierausstellung der Künstlerfamilie Lenz